# جون لويد (لاعب كرة قدم)
جون لويد (بالإنجليزية: John Lloyd)‏ (15 فبراير 1948 في المملكة المتحدة - ) هو حكم كرة قدم ولاعب كرة قدم بريطاني في مركز جناح ‏. لعب مع نادي ريكسهام.